# Pluguffan
Pluguffan är en kommun i departementet Finistère i regionen Bretagne i västra Frankrike. Kommunen ligger i kantonen Quimper 3e Canton som tillhör arrondissementet Quimper. År 2022 hade Pluguffan 4 229 invånare.

## Befolkningsutveckling
Antalet invånare i kommunen Pluguffan
Referens:INSEE